# Nya Zeeland i olympiska sommarspelen 1988
Nya Zeeland deltog i de olympiska sommarspelen 1988 med en trupp bestående av 83 deltagare, och totalt blev det 13 medaljer.

## Bordtennis
Herrar
- Barry Griffiths
- Peter Jackson

## Brottning
Fristil
- Brent Hollamby
- Steven Reinsfield

## Bågskytte
Damernas individuella
- Ann Shurrock — Inledande omgång (→ 36:e plats)

## Cykling
Bana
- Gary Anderson
- Craig Connell
- Nigel Donnelly
- Tony Graham
- Andrew Whitford
- Stuart Williams

Landsväg
- Brian Fowler
- Greg Fraine
- Gavin Stevens
- Paul Leitch
- Graeme Miller
- Wayne Morgan

Damernas linjelopp
- Madonna Harris — fullföljde inte (→ ingen notering)

## Friidrott
Herrar
Herrarnas maraton
- John Campbell
  - Final — 2"14,08 (→ 12:e plats)

Herrarnas tiokamp
- Simon Poelman — 8021 poäng (→ 16:e plats)
  1. 100 meter — 11,09s
  2. Längd — 7,08m
  3. Kula — 14,51m
  4. Höjd — 2,03m
  5. 400 meter — 49,89s
  6. 110m häck — 14,78s
  7. Diskus — 43,20m
  8. Stav — 4,90m
  9. Spjut — 57,18m
  10. 1 500 meter — 4:28,54s

Damer
Damernas maraton
- Lorraine Moller
  - Final — 2"37.52 (→ 33:e plats)

- Anne Audain
- Christine Pfitzinger
- Christine McMiken

## Fäktning
Herrarnas värja
- Martin Brill

## Gymnastik
Rytmisk
Damernas individuella mångkamp, rytmisk
- Angela Walker

## Judo
Herrar
- Brent Cooper
- Donna Guy-Halkyard
- Bill Vincent

## Kanotsport
Herrar
- Grant Bramwell
- Brent Clode
- Ian Ferguson
- John McDonald
- Paul MacDonald
- Stephen Richards
- Alan Thompson

## Ridsport
Lagtävling i fälttävlan
- Andrew Bennie
- Mark Todd
- Marges Knighton
- Tinks Pottinger

Lagtävling i hoppning
- Maurice Beatson
- Trudy Boyce
- John Cottle
- Harvey Wilson
- Colin McIntosh
- Mark Todd

## Rodd
Herrar
- Andrew Bird
- Campbell Clayton-Greene
- Geoff Cotter
- Bill Coventry
- Greg Johnston
- George Keys
- Neil Gibson
- Eric Verdonk
- Christopher White
- Ian Wright

Damer
- Lynley Hannen
- Nicola Payne

## Segling
Herrarnas 470
- Peter Evans & Simon Mander
  - 6:e plats

Herrarnas division II
- Bruce Kendall
  - 1:a plats (→  Guld)

Herrarnas finnjolle
- John Cutler
  - 3:e plats (→  Brons)

Tornado
- Chris Timms & Rex Sellers
  - 2:a plats (→  Silver)

Starbåt
- Aran Hansen & * Simon Daubney & Tom Dodson
  - 7:e plats

Flying Dutchman
- Greg Knowles & Murray Jones
  - 5:e plats

Damernas 470
- Fiona Galloway & Jan Shearer
  - 9:e plats

## Tennis
Herrdubbel
- Bruce Derlin och Kelly Evernden
  1. Första omgången – Besegrade Javier Frana och Martín Jaite (Argentina) 6-4 4-1 retired
  2. Andra omgången – Förlorade mot Darren Cahill och John Fitzgerald (Australien) 7-6 4-6 2-6 6-3 1-6

Damsingel
- Belinda Cordwell
  1. Första omgången – Förlorade mot Sara Gomer (Storbritannien) 6-4 5-7 2-6